# 肝衰竭
肝衰竭（Liver failure或Hepatic insufficiency）是一種肝臟未能正常執行其蛋白合成以及代謝功能的情況。肝衰竭分成急性與慢性兩種。 
近來也發現第三種型式--慢性肝衰竭急性發作（acute-on-chronic liver failure，ACLF）。

## 急性
急性肝衰竭定義為「病人在沒有以往肝臟病史的情形下，肝細胞功能障礙的迅速惡化，尤其是凝血病及精神狀態的變化（肝性脑病）。」:1557
急性肝衰竭的診斷會以病理學檢查、實驗室的分析、病患的病史、以前的就醫記錄判斷，診斷基準包括精神狀態變化、凝血病、快速發生以及以前沒有肝臟疾病病史:1557。
上述定義中，有關「迅速」的定義有時會產生疑問，依第一次肝病症狀到出現肝性脑病之間的時間長短，會分為不同的子分類。有一種分法會定義急性肝衰竭是「第一次肝病症狀後的26週內出現肝性脑病」，又可以細分為8週內出現肝性脑病的「暴發性肝衰竭」（fulminant hepatic failure）以及「亞暴發性肝衰竭」（subfulminant hepatic failure），時間是在8週到26週之間。另一種分法會定義「超急性肝衰竭」（hyperacute hepatic failure）是兩種症狀間隔七天之內，「急性肝衰竭」（acute hepatic failure）是兩種症狀間隔七天到二十八天之內，「亞急性肝衰竭」（subacute hepatic failure）是兩種症狀間隔二十八天到二十四週之間:1557。

## 慢性
慢性肝衰竭一般會伴隨著肝硬化發生，有很多可能的原因，例如攝取過多酒類、乙型肝炎或丙型肝炎、自體免疫性疾病、遺傳性及代謝性問題（例如血色沉着病或肝豆狀核變性、脂肪性肝炎或是非酒精性脂肪性肝病）。

## 慢性肝衰竭急性發作
慢性肝衰竭急性發作（Acute on chronic liver failure，簡稱ACLF）是指有慢性肝衰竭的病患出現急性的症狀。許多潛在原因會導致此一情形，例如酒精濫用或感染。慢性肝衰竭急性發作屬於危急的重病，需要住進加護病房，有時會需要肝臟移植。治療後仍有50%的死亡率。